# Roger Stone

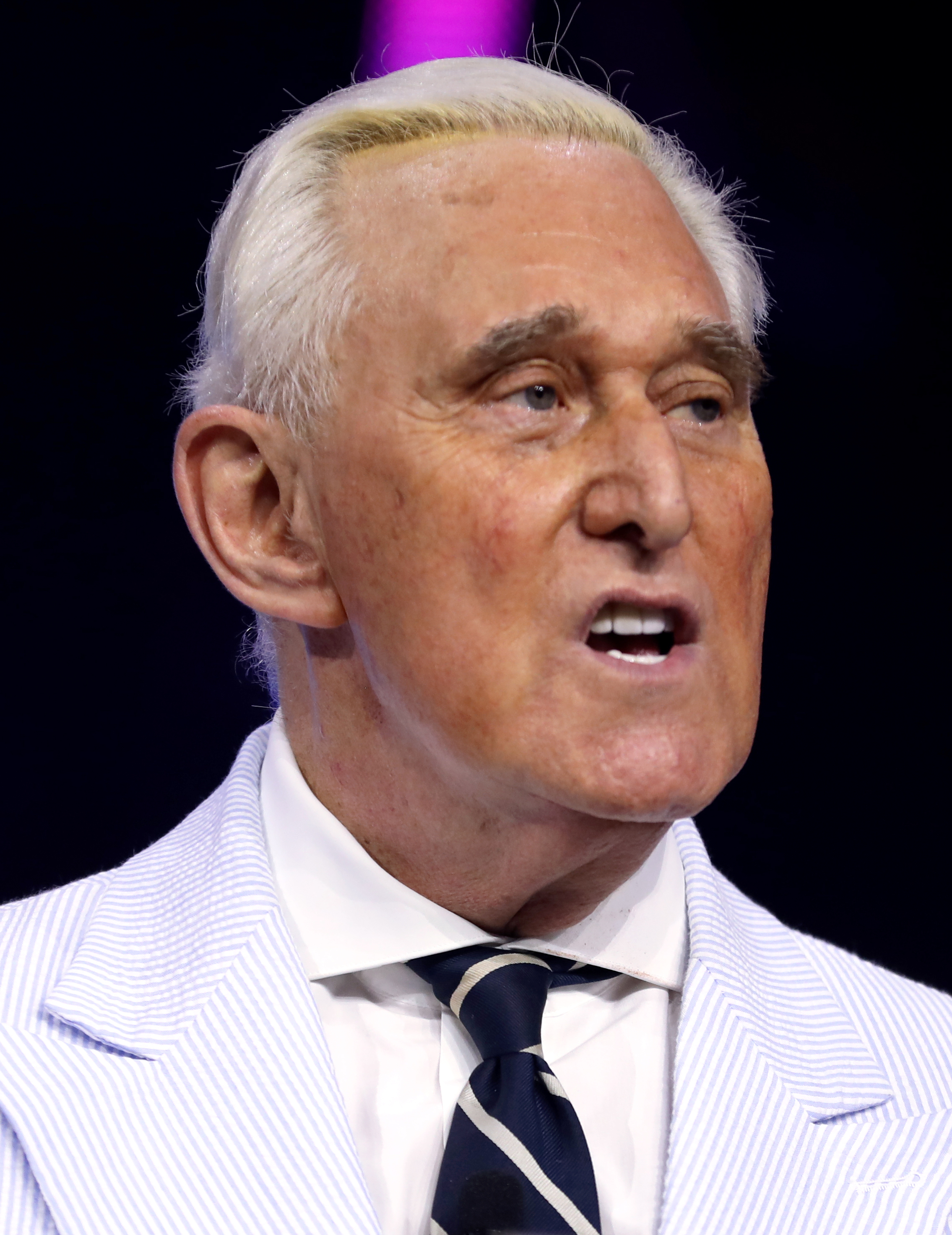
Roger Stone, 2024

Roger Jason Stone Jr. (Norwalk, V.S., 27 augustus 1952) is een Amerikaanse lobbyist, politiek adviseur en strateeg. Hij was langdurig werkzaam voor de Republikeinse Partij.
In 1980 was hij medeoprichter van het in Washington D.C. gevestigde lobbykantoor Black, Manafort & Stone. Hij was in 2016 actief als (informeel) adviseur in Donald Trumps campagneteam voor de presidentsverkiezing van 2016.
Op 25 januari 2019 is hij door de FBI gearresteerd op verdenking van onder andere meineed. Op 15 november 2019 werd hij schuldig bevonden op alle punten van de aanklacht. Hij werd veroordeeld tot 3 jaar en 4 maanden gevangenisstraf. In juli 2020 kreeg hij gratie van toenmalig President Trump, waardoor hij niet naar de gevangenis hoefde.

## Afkomst en opleiding
Stone groeide op in Norwalk en studeerde aan de George Washington University in Washington DC. Hij was betrokken bij de verkiezingscampagnes van de Republikeinse kandidaat Richard Nixon, die in 1969 president van de VS werd en met wie Stone vele jaren daarna verbonden bleef. Vanaf 1976 werkte hij mee aan verkiezingscampagnes van de Republikeinse presidentskandidaat Ronald Reagan. Daarnaast is hij sinds vele jaren lobbyist voor de New Yorkse miljardair Donald Trump. In 2008 kwam hij ook aan het woord in de bekroonde documentaire Boogie Man: The Lee Atwater Story. Evenals Lee Atwater voerde ook Roger Stone agressieve verkiezingscampagnes, waarin hij doelbewust strooide met geruchten om de reputatie van concurrent-kandidaten te beschadigen. Stone publiceerde talrijke racistische en seksistische tweets. Enkele daarvan verwijderde hij later weer, omdat ze buitensporig waren. Vanwege beledigende uitlatingen over presentatoren besloten de zenders CNN en MSNBC hem niet meer te interviewen.

## Trumps campagne
Stone werkte in 2015 enkele maanden als adviseur mee aan de campagne van Donald Trump voor de presidentverkiezing in 2016. Op 8 augustus 2015 werd hij al weer ontslagen door Trump. Stone stelde naderhand dat hij zelf was opgestapt. Trump zei dat Stone was ontslagen. Desondanks steunt Stone Trump nog steeds. Enkele dagen later schreef hij in de Business Insider een opiniestuk, getiteld 'De man die zojuist de "Trump Campagne" verliet' waarin hij uitlegt hoe Trump toch nog kan winnen'. Ondanks dat hij Trump in een interview in 2008 een "stone-cold loser" noemde en hem er kort na het verlaten van de campagne van beschuldigde te veel de publiciteit op te zoeken, prees Donald Trump hem tijdens een optreden in 2015 op Alex Jones Radio. "Roger is een prima kerel," zei Trump. "Hij is zo loyaal en zo geweldig." Stone bleef, volgens hemzelf, gedurende de gehele verdere campagne op afstand opereren als informele adviseur en mediabemiddelaar voor Trump.
In maart 2016 publiceerde het roddelblad National Enquirer een artikel, waarin beweerd werd dat Ted Cruz, Trumps Republikeinse rivaal in de voorverkiezing, een buitenechtelijke relatie met vijf vrouwen zou onderhouden. In het artikel werd Stone geciteerd: "Deze geruchten doen al enige tijd de ronde over Cruz. Ik geloof dat waar rook is, ook vuur is." Cruz bestreed de aantijgingen en noemde het vuilspuiterij en smerige roddel. Hij beschuldigde de Trump Campagne, en Stone in het bijzonder, van het lanceren van dit verhaal als een onderdeel van een georkestreerde lastercampagne tegen hem. Cruz stelde: "Het verhaal komt van slechts één nieuwsbron, namelijk van Roger Stone, Trumps eerste politiek adviseur. Ik wijs erop dat de heer Stone 50 jaar met vuile politieke trucs achter de rug heeft. Voor hem is de term gemunt die geldt voor een man die copuleert met een knaagdier." In april 2016 kritiseerde Cruz Stone opnieuw in een radio-uitzending: "Hij zet Donald Trump onder druk. Hij plande de Trump Campagne en hij is Trumps handlanger en bedenker van vuile trucs. En met dit patroon blijft Trump zich omgeven met mensen die geweld aanbevelen."
In april 2016 formeerde Stone een pro-Trump-groep van activisten, genaamd Stop the Steal, en dreigde met Days of Rage, indien Republikeinse partijleiders de nominatie van Trump zouden tegenhouden tijdens de Republikeinse Partijconventie 2016 (RNC) in Cleveland. De Washington Post meldde dat Stone de Trump-supporters trainde als een intimiderende strijdgroep. Vermeld werd ook dat Stone ermee had gedreigd de kamernummers openbaar te maken van de afgevaardigden, die Trump zouden tegenwerken. RNC-voorzitter Reince Priebus zei dat laatstgenoemd dreigement van Stone "volstrekt over de rode lijn was".
Nadat Trump werd bekritiseerd op de Democratische Nationale Conventie voor zijn commentaar op moslims door Khizr Kahn, een Pakistaan wiens zoon in 2004 postuum met een Bronze Star en Purple Heart werd onderscheiden tijdens Operatie Iraqi Freedom, haalde Stone de krantenkoppen door Trumps kritische kanttekeningen te verdedigen en Kahn te beschuldigen van het heulen met de vijand. Tijdens de campagne verspreidde Stone herhaaldelijk samenzweringstheorieën, waaronder de onjuiste bewering dat Hillary Clintons assistente Huma Abedin verbonden was met de Moslim Broederschap.

## Vermeende rol in de Russische inmenging van de presidentsverkiezing 2016
Tijdens de campagne werd Stone door Hillary Clintons campagneleider John Podesta ervan beschuldigd voorkennis te hebben gehad van het publiceren door Wikileaks van de door een hacker bemachtigde privé-e-mails van Podesta. Stone tweette voorafgaand aan het lek, "heel spoedig (sic) zal het de beurt aan Podesta zijn". Vijf dagen ervoor tweette Stone: "Woensdag is Hillary Clinton de klos. #Wikileaks."
Stone ontkende niet alleen voorkennis te hebben gehad van de Podesta-e-mail-hack, maar ook contact met Russische belangstellenden te hebben gehad. Hij stelde daar tegenover dat zijn vroegtijdige tweet refereerde aan de verslagen over de banden van de Podesta Groep zelf met Rusland. In zijn beginverklaring voor de Inlichtingencommissie van het Huis van Afgevaardigden op 26 september 2017, herhaalde Stone deze claim: "Let wel, dat mijn tweet van 21 augustus 2016, hoe dan ook - geen melding maakt van de e-mail van de heer Podesta, maar nauwkeurig voorspelt dat de zakelijke activiteiten van de gebroeders Podesta in Rusland onder publiek onderzoek zouden komen te vallen." Niettemin heeft Stone herhaaldelijk erkend dat hij een terugkoppeling had opgezet met Wikileaks-oprichter Julian Assange om informatie over Hillary Clinton te verwerven.
In februari 2017 berichtte de New York Times dat de FBI - als onderdeel van het voortgaande onderzoek naar de Trump Campagne - bezig was na te gaan of Stone contacten met Russische agenten had. Binnen de onderzoeken vanuit het Congres naar de Russische inmenging in de presidentsverkiezing van 2016, komen ook Stones rol in de Trump Campagne en diens contacten met Russen onder de loep. De 'Inlichtingencommissie van de Senaat heeft Stone gevraagd alle documenten te bewaren die verband houden met Russische contacten. 
De vice-voorzitter van de commissie, Senator Mark Warner, riep Stone op voor de commissie te getuigen en zo de waslijst van duistere transacties met de Russen te onthullen. In een interview op Real Time met Bill Maher op 31 maart 2017, ontkende Stone elke misdraging in dit verband en benadrukte hij bereid te zijn om voor de Senaatscommissie te getuigen.

### Arrestatie, strafproces, veroordeling, vonnis en strafvermindering
Op 25 januari 2019 deden 29 FBI-agenten, gemachtigd in zowel een arrestatiebevel en bevel tot huiszoeking een inval in Stone’s  woning in Fort Lauderdale, Florida. Stone werd gearresteerd wegens zeven criminele beschuldigingen uit een aanklacht ingevolge het ‘’Mueller-onderzoek’’: één wegens obstructie, één wegens  officiële procedures, vijf valse verklaringen en één wegens misleiding van getuigen. Dezelfde dag stelde een federale rechter Stone in vrijheid tegen een losgeld van 250.000 dollar en verklaarde tegelijkertijd dat hij niet als vluchtgevaarlijk werd gezien. Stone verklaarde dat hij de aanklachten, die hij als politiek gemotiveerd beschouwde, zou bestrijden, en dat hij zou weigeren “valse beschuldigingen tegen Trump  op zich zou nemen". Hij noemde Robert Mueller een "schurkachtige  aanklager." In het document van de aanklacht legden aanklagers dat een senior campagnemedewerker van Trump, direct na de eerste vrijgave van de gehackte DNC -e-mails door WikiLeaks in juli 2016, naar Stone was gestuurd voor mogelijke volgende vrijgaven, alsmede om te bepalen welke andere beschadigende informatie WikiLeaks had over de campagne van Hillary Clinton. De aanklacht vermeldt dat Stone daarna de Trump campagne op de hoogte bracht van potentiële komende vrijgaven van materiaal door WikiLeaks. Ook bevat de aanklacht de beschuldiging dat Stone de vrijgaven van WikiLeaks heeft besproken met diverse medewerkers van de Trump campagne.
Op 18 februari 2019 postte Stone een foto op Instagram van Amy Berman Jackson, de federale rechter die de supervisie over zijn zaak voerde. Naast haar op ooghoogte een rondje dat lijkt op de roos van een schietschijf. Later die dag publiceerde Stone een excuus richting het Hof. Rechter Jackson legde vervolgens Stone een zwijglicht op, verwijzend naar haar overtuiging dat Stone zonder deze maatregel een “gevaar zou uitoefenen”  voor anderen.
Het strafproces tegen Stone begon op 6 november 2019. Getuige Randy Credico verklaarde dat Stone hem onder druk zette en bedreigde om hem te weerhouden tegenover het Congres te getuigen. Stone had tegen het Congres getuigd dat Credico zijn tussenpersoon met WikiLeaks was, maar aanklagers zeiden dat dit een leugen was om Jerome Corsi te  beschermen. Uit het getuigenis van voormalig plaatsvervangend voorzitter van de Trump campagne,Rick Gates, op 12 november bleek dat Stone campagnemedewerkers in april 2016 vertelde over WikiLeaks' plannen om documenten van veel vroegere datum dan tot dan toen bekend waren, vrij te geven. 
Gates verklaarde ook dat Trump had gesproken met Stone over nog volgende vrijgaven van e-mails. Na een proces van een week en twee dagen delibereren, veroordeelde de jury op 15 november 2019 Stone op alle punten: obstructie, het geven van valse verklaringen en het misleiden van getuigen.
Na het strafproces benadrukte een van de juryleden dat de jury Stone niet had veroordeeld op grond van zijn politieke overtuigingen. Op 25 november werd nog een beschikking tot het afwijzen van een verzoek om vrijspraak door de verdediging uitgegeven. De rechter schreef dat het getuigenis van Steve Bannon en Rick Gates voldoende waren om tot de conclusie te komen dat Stone had gelogen tegen het Congres.
Stone's vonnis was aanvankelijk geagendeerd voor 6 februari 2020, nadat de rechter het verzoek van de aanklagers om hem onmiddellijk in hechtenis te nemen had afgewezen. Op 9 december 2019 verzochten Stone's advocaten het vellen van het vonnis uit te stellen tot circa 9 maart.
Op 10 februari 2020 vroegen de openbare aanklagers Stone voor zijn misdaden te vonnissen  tot zeven à negen jaren gevangenisstraf. De volgende morgen noemde president Trump deze juridische eis een "verschrikkelijke en heel onrechtvaardige toestand", tweetend: "deze juridische misslag kan ik niet toelaten". Enkele uren later verklaarde een hoofdambtenaar van het Departement van Justitie (DOJ) dat het departement een lichtere straf zou aanbevelen, onder aanvulling dat deze beslissing was genomen vóór dat Trump zijn commentaar had gegeven. Later die middag trokken alle vier de assistent-aanklagers, die de zaak behandelden, te weten Jonathan Kravis, Aaron Zelinsky, Adam Jed en Michael Marando zich terug van de zaak. Kravis diende zijn algehele ontslag in als openbare aanklager. Na deze handelingen publiceerde het departement van Justitie een vonnisherzienings memorandum, waarin werd gesteld  dat de oorspronkelijke eis "onder de omstandigheden als buitensporig en ongerechtvaardigd moet worden beschouwd". Minderheidsleider in de Senaat, Chuck Schumer stuurde meteen een brief aan de Inspecteur-generaal van het United States Department of Justice met het verzoek een onderzoek in te stellen naar de gereduceerde strafeis, alsmede naar de potentiële ondeugdelijke politieke inmenging in het proces. President Trump zei later dat hij het United States Department of Justice niet had gevraagd een lichtere straf te eisen, maar beklemtoonde dat hij een "absoluut recht" bezat om te interveniëren.
Op 11 juli 2020 heeft Trump hem zijn straf kwijtgescholden. Stone was veroordeeld tot 3 jaar en 4 maanden gevangenisstraf. Stone hoeft niet naar de gevangenis die een paar dagen later zou zijn ingegaan. Volgens Trump heeft Stone al veel geleden en hij werd heel oneerlijk behandeld. Voor Stone blijft de strafrechtelijke veroordeling wel van kracht, maar Stone heeft beroep aangetekend om ook van deze veroordeling af te komen.
Op 24 december 2020 werd bekend dat Donald Trump gratie verleende aan Roger Stone en een aantal andere voordeelde medestanders.

## Boeken, blogs enz.
Sinds 2010 schrijft Stone af en toe voor de conservatieve website The Daily Caller, als mode-redacteur voor mannen. Hij schrijft ook voor zijn eigen mode-blog Stone on Style.
Hij heeft vijf boeken geschreven, alle uitgegeven door Skyhorse Publishing te New York. Stones boeken zijn omschreven als "hakblokwerken" door de Miami Herald en Tampa Bay Times.
- The Man Who Killed Kennedy: De zaak tegen Lyndon B. Johnson, m.m.v. Mike Colapietro, Skyhorse Publishing, 2013.

Stone stelt dat Lyndon B. Johnson achter een samenzwering zat om John F. Kennedy te doden en dat hij medeplichtig was aan ten minste zes andere moorden. In een recensie voor The Washington Times, schreef Hugh Aynesworth: "De titel verklaart grotendeels de theorie van het boek. Als de lezer de feiten niet in de weg laat zitten, zou het een interessant avontuur kunnen zijn." Aynesworth, die de moord versloeg voor de The Dallas Morning News zei "dat het boek vol stond met allerlei onzin".
- Nixon's Secrets: De opkomst, val en verzwegen waarheid over de president, Watergate en het pardon, Skyhorse Publishing, 2014.

Stone bespreekt Richard Nixon en zijn carrière. Ongeveer twee derde deel van het boek is een conventionele biografie en allesbehalve een rehabilitatie van Nixon. Hij schrijft dat de president campagnegeld aannam van de menigte, dat hij een langdurige affaire had met een vrouw uit Hong Kong, die mogelijk een Chinese spionne was, en dat hij zelfs een keer onbewust drie pond marihuana de V.S. binnensmokkelde, toen hij de koffer van het jazz-icoon  Louis Armstrong meedroeg. Het resterende derde deel van het boek is een onconventioneel verslag van het Watergateschandaal. Stone portretteert Nixon als een "verward slachtoffer" en claimt dat John Dean de inbraak (die hij typeert als de normale politiek van die tijd) orkestreerde om zijn betrokkenheid bij een prostitutienetwerk toe te dekken. Deze verklaring wordt afgewezen door experts, zoals Watergate-onderzoekers Anthony Summers en Max Holland. Holland zei over Stone: "Hij heeft zijn verstand verloren." Dean zei in 2014 dat Stones boek en diens verdediging van Nixon "een typerend conservatief geluid van een andere planeet" en "pure bullshit" zijn.
- The Clintons, War on Women, m.m.v. Robert Morrow, Skyhorse Publishing, 2015.

Dit boek is volgens Politico een "sensationeel" werk dat "explosieve", maar uiterst dubieuze onthullingen bevat over zowel Bill als Hillary Clinton met een focus op de beschuldigingen van seksuele misdragingen door Bill Clinton. Dit boek werd gepromoot door Donald Trump, die een tweet postte die verwees naar de relevante pagina van de website van Amazon.com.
Recensent David Corn van Mother Jones schrijft dat het boek "blijkbaar" beoogt de Clintons zwart te maken door Bill af te schilderen als een serieverkrachter, Hillary als een handlanger, en beide leden van het "powerkoppel" als een duivels duo, dat iedereen wil vernietigen die hen in de weg staat. Corn beschouwt het boek als een onderdeel van een breder "extreem anti-Clinton-project" van Stone.
- Jeb! and the Bush Crime Family, m.m.v. Saint John Hunt, Skyhorse Publishing, 2016.

Dit boek concentreert zich op Jeb Bush en de Bush-dynastie.
- The Making of the President 2016: Hoe Donald Trump een revolutie orkestreerde, Skyhorse Publishing, 2017.

Dit boek bediscussieert Donald Trumps campagne voor de presidentsverkiezing van 2016.

## Persoonlijke stijl en gewoonten
Stone staat bekend om zijn flamboyante persoonlijke stijl. In een profiel van de Weekly Standard door Matt Labash, wordt hij omschreven als een "koning van kwaadaardigheid" en de "opschepperige duistere prins van Republikeinse list en bedrog". Labash schreef dat Stone zijn uitspraken vaak afvuurt met het etiket "Stones Regels". Hij kondigt de komst van zijn dwingende pittige dictaten aan met de onbuigzame zelfverzekerheid, die men gewoonlijk associeert met het Bijbelboek Deuteronomium. Een voorbeeld van "Stones Regels" luidt "Politiek is voor mij geen theater. Het is de kunst van optreden, soms ten bate van zichzelf".
Stone draagt geen sokken, een feit dat Nancy Reagan onder de aandacht bracht van haar echtgenoot tijdens de presidentiële campagne van 1980. Labash beschreef hem als "een gepredisponeerde dandy, die opschept niets van de plank te hebben gekocht sinds hij 17 was. Hij zou verslaggevers geleerd hebben hoe ze perfecte dubbele kuiltjes kunnen maken onder de knopen van hun stropdas". Journalist Victor Gold beschreef Stones reputatie als die van een van de "meest elegant geklede" heren in Washington D.C. Zijn kleermaker sinds vele jaren is Alan Flusser.
In 1999 schreef Stone zijn ongewone voorkomen toe aan het gedurende decennia volgen van een regiem van Chinese kruiden, ademhalingsoefeningen, tai chi en acupunctuur, volgens Time. 
Hij draagt een diamanten pinkring in de vorm van een hoefijzer en in 2007 heeft hij Nixons gezicht op zijn rug laten tatoeëren.
Sinds 2007 bezit hij vijf Jaguar-auto's en vijf Yorkshireterriërs. In 2016 claimde hij dat ten minste twee van zijn honden waren vergiftigd.
Stones kantoor in Florida wordt beschreven als een Tempel van Nixonia met ingelijste foto's, posters en brieven gerelateerd aan Nixon. Uitzonderingen zijn een poster van een stripper en een foto van hem met de porno-filmactrice Nina Hartley.